# Kouara Kéri
Kouara Kéri (auch: Kaouarakéri, Kaouara Kéri, Kaoura Kéri, Kaoura Tchéri) ist ein Dorf in der Landgemeinde Tondikiwindi in Niger.

## Geographie
Das von einem traditionellen Ortsvorsteher (chef traditionnel) geleitete Dorf befindet sich rund 39 Kilometer nordöstlich des Hauptorts Tondikiwindi der gleichnamigen Landgemeinde, die zum Departement Ouallam in der Region Tillabéri gehört. Zu den Siedlungen in der näheren Umgebung von Kouara Kéri zählen Tizé Gorou im Nordosten, Taroum im Südosten, Kokaïna, Tougfouni und Mangaïzé im Südwesten sowie Tinzaou im Westen.
Es herrscht das Klima der Sahelzone vor, mit einer durchschnittlichen jährlichen Niederschlagsmenge zwischen 300 und 400 mm.

## Geschichte
Mutmaßliche Mitglieder der Terrororganisation Islamischer Staat in der Größeren Sahara töteten am 10. März 2021 in Kouara Kéri sechs Menschen. Mit Stand Dezember 2021 waren infolge der wachsenden Unsicherheit in der Region 542 Personen aus 105 Haushalten aus Kouara Kéri in das Vertriebenenlager in der Stadt Ouallam geflohen.

## Bevölkerung
Bei der Volkszählung 2012 hatte Kouara Kéri 1011 Einwohner, die in 116 Haushalten lebten. Bei der Volkszählung 2001 betrug die Einwohnerzahl 608 in 63 Haushalten und bei der Volkszählung 1988 belief sich die Einwohnerzahl auf 860 in 101 Haushalten.

## Wirtschaft und Infrastruktur
Es gibt eine Schule im Dorf.